# إيما كورتيس هوبكينز
إيما كورتيس هوبكينز (بالإنجليزية: Emma Curtis Hopkins) هي كاتِبة أمريكية، ولدت في 2 سبتمبر 1849 في كيلينغلاي في الولايات المتحدة، وتوفي بنفس المكان في 8 أبريل 1925.